# Graphania dives
Graphania dives là một loài bướm đêm trong họ Noctuidae.